# Hochrheinbahn
| Bombardier Talent in Laufenburg (Baden) | |                                                               |                                          |
| Streckennummer (DB): | 4000 (Mannheim–Konstanz) |                                                               |                                          |
| Streckennummer (BAV): | 763 (Basel Bad. Bf–Grenzach Grenze CH/D) 763 (Trasadingen Grenze D/CH–Schaffhausen) 764 (Schaffhausen–Thayngen Grenze CH/D)                    |                                                               |                                          |
| Kursbuchstrecke (DB): | 730 (Basel–Singen) 720 (Singen–Konstanz) 301a (1946) 307c (Villingen (Schwarzw) – Marbach (Baden) 1946) 304d (Hintschingen – Immendingen 1946) |                                                               |                                          |
| Fahrplanfeld: | 763 (Erzingen–Singen) 830 (Singen–Konstanz; 1996–2006)                                                                                         |                                                               |                                          |
| Streckenlänge: | 144,3 km |                                                               |                                          |
| Spurweite: | 1435 mm (Normalspur) |                                                               |                                          |
| Streckenklasse: | D4 |                                                               |                                          |
| Stromsystem: | Erzingen–Konstanz: 15 kV 16,7 Hz ~ |                                                               |                                          |
| Maximale Neigung: | 17 ‰ |                                                               |                                          |
| Streckengeschwindigkeit: | 160 km/h |                                                               |                                          |
| Zugbeeinflussung: | PZB, ZUB262 |                                                               |                                          |
| Zweigleisigkeit: | Basel Bad Bf–Waldshut Erzingen–Konstanz-Petershausen                                                                                           |                                                               |                                          |
| | |                                                               |                                          |
| \| \| \| von Mannheim Hbf \| \| \| \| \| von Basel Bad Rbf und von Weil am Rhein \| \| \| \| \| Basel Bad Bf (bis 1913) \| 261 m \| \| \| 270,688 \| Basel Bad Bf \| 263 m \| \| \| \| Strassenbahn Basel \| \| \| \| \| nach Basel SBB \| \| \| \| \| (ehem. Trasse bis 1913) \| \| \| \| \| nach Zell im Wiesental \| \| \| \| \| \| \| \| \| 273,2 \| Staatsgrenze Schweiz/Deutschland, Eigentumsgrenze BEV/DB Netz \| 264 m \| \| \| \| \| \| \| \| 273,610273,600 \| Kilometersprung \| Kilometersprung \| \| \| 273,9 \| Grenzacher Horn (Abzw) \| Grenzacher Horn (Abzw) \| \| \| \| Grenzacher Horn (bis 1981) \| \| \| \| 275,6 \| Grenzach \| 262 m \| \| \| 278,0 \| Wyhlen \| 272 m \| \| \| 281,8 \| Herten (Baden) \| 275 m \| \| \| \| A 861 \| \| \| \| 283,4 \| Rheinfelden-Warmbach (geplant)[1] \| Rheinfelden-Warmbach (geplant)[1] \| \| \| 285,2 \| Rheinfelden (Baden) \| 280 m \| \| \| 288,8 \| Beuggen \| 284 m \| \| \| 293,6 \| Schwörstadt \| 286 m \| \| \| \| Wehra (68 m) \| \| \| \| 297,1 \| Wehr-Brennet \| 293 m \| \| \| \| Bad Säckingen-Wallbach (geplant)[1] \| \| \| \| 299,4 \| von Schopfheim \| von Schopfheim \| \| \| 302,4 \| Bad Säckingen \| 292 m \| \| \| \| nach St. Blasien (nie realisiert)[2] \| \| \| \| 307,9 \| Murg (Baden) \| 297 m \| \| \| 309,2 \| Murg Gbf (seit 1987) \| 304 m \| \| \| 311,2 \| Laufenburg (Baden) \| 313 m \| \| \| \| Rappenstein-Tunnel (337 m) \| \| \| \| 312,5 \| Laufenburg (Baden) Ost \| 318 m \| \| \| 315,7 \| Albert-Hauenstein \| 316 m \| \| \| \| Mühlbach (68 m) \| \| \| \| \| Alb (47 m) \| \| \| \| 317,9 \| Albbruck \| 325 m \| \| \| 321,1 \| Dogern (Hp & Anst) \| 324 m \| \| \| \| Waldshut West (geplant)[1] \| \| \| \| 325,6 \| Waldshut \| 340 m \| \| \| \| SBB nach Koblenz \| \| \| \| \| Aarberg-Tunnel (352 m) \| \| \| \| \| Schlücht (61 m) \| \| \| \| 331,1 \| Tiengen (Hochrhein) \| 348 m \| \| \| 333,0 \| Steinaviadukt (67 m) \| Steinaviadukt (67 m) \| \| \| 334,1 \| Lauchringen West \| 359 m \| \| \| 335,1 \| Lauchringen (ehem. Oberlauchringen) \| 362 m \| \| \| \| nach Hintschingen \| \| \| \| \| Wutach (69 m) \| \| \| \| 341,1 \| Grießen (Baden) \| 390 m \| \| \| 345,6 \| Erzingen (Baden) \| 401 m \| \| \| \| \| \| \| \| 345,8 \| Staatsgrenze Deutschland/Schweiz, Eigentumsgrenze DB Netz/BEV \| 401 m \| \| \| \| \| \| \| \| 346,2 \| Trasadingen \| 402 m \| \| \| 348,9 \| Wilchingen-Hallau (Anst) \| 414 m \| \| \| 351,5 \| Neunkirch \| 430 m \| \| \| 357,8 \| Beringen Bad Bf \| 445 m \| \| \| 359,2 \| Beringerfeld \| 447 m \| \| \| 361,6 \| Neuhausen Bad Bf \| 440 m \| \| \| \| Charlottenfels-Tunnel (286 m) \| \| \| \| 364,0 \| Eigentumsgrenze BEV/Gemeinschaft SBB-BEV[3] \| Eigentumsgrenze BEV/Gemeinschaft SBB-BEV[3] \| \| \| \| von Winterthur S 24 \| \| \| \| 364,42 \| Schaffhausen \| 404 m \| \| \| 364,421364,492 \| Kilometrierungssprung \| Kilometrierungssprung \| \| \| \| nach Stein am Rhein \| \| \| \| 365,9 \| Schaffhausen GB \| 412 m \| \| \| 366,0 \| Eigentumsgrenze Gemeinschaft SBB-BEV/BEV[3] \| Eigentumsgrenze Gemeinschaft SBB-BEV/BEV[3] \| \| \| 367,3 \| Schaffhausen GB Ost \| 413 m \| \| \| \| \| \| \| \| \| Herblinger Tunnel (530 m) seit 1968 \| \| \| \| 367,9 \| Herblingen \| 425 m \| \| \| \| \| \| \| \| 373,0 \| Thayngen Endpunkt S 24 (Bf & Anst) \| 437 m \| \| \| \| \| \| \| \| 374,7 \| Staatsgrenze Schweiz/Deutschland, Eigentumsgrenze BEV/DB Netz \| 440 m \| \| \| \| \| \| \| \| 375,6 \| Bietingen \| 435 m \| \| \| \| A 81 \| \| \| \| 378,5 \| Gottmadingen \| 432 m \| \| \| 379,0 \| Anst \| 433 m \| \| \| \| nach Offenburg (gepl. Singener Kurve) \| \| \| \| \| von Offenburg \| \| \| \| \| ehem. von Beuren-Büßlingen[4] \| \| \| \| 384,1 \| Singen (Hohentwiel) \| 428 m \| \| \| \| nach Etzwilen (Museumsbahn)[5] \| \| \| \| 386,5 \| Singen Industriegebiet \| 431 m \| \| \| 390,8 \| Böhringen-Rickelshausen \| 406 m \| \| \| 394,2 \| Radolfzell \| 398 m \| \| \| \| nach Mengen \| \| \| \| 395,312395,300 \| Kilometersprung \| Kilometersprung \| \| \| 397,4 \| Markelfingen \| 398 m \| \| \| 400,800400,785 \| Kilometersprung \| Kilometersprung \| \| \| 403,030403,045 \| Kilometersprung \| Kilometersprung \| \| \| 403,1 \| Allensbach \| 399 m \| \| \| 405,6 \| Hegne \| 400 m \| \| \| \| Reichenau (Baden)-Waldsiedlung \| \| \| \| \| B 33 \| \| \| \| 408,4 \| Reichenau (Baden) \| 399 m \| \| \| 410,2 \| Konstanz-Wollmatingen \| 400 m \| \| \| 411,5 \| Konstanz-Fürstenberg \| 402 m \| \| \| 412,3 \| Konstanz-Petershausen \| 401 m \| \| \| 413,5 \| Rheinbrücke Konstanz \| Rheinbrücke Konstanz \| \| \| 414,34 \| Konstanz \| 398 m \| \| \| \| SBB nach Kreuzlingen–Stein am Rhein \| \| \| \| \| SBB nach Kreuzlingen Hafen–Romanshorn \| \| \| \| \| \| \| \| Quellen: [6][7][8][9] \| \| \| \| | |                                                               |                                          |
| | | von Mannheim Hbf                                              |                                          |
| Abzweig geradeaus und nach links (Strecke außer Betrieb) · Kreuzung geradeaus oben (Querstrecke außer Betrieb) · Abzweig quer, von links und von rechts (Strecke außer Betrieb) | | von Basel Bad Rbf und von Weil am Rhein                       | von Basel Bad Rbf und von Weil am Rhein  |
| Bahnhof (Strecke außer Betrieb) · Strecke · Strecke (außer Betrieb) | | Basel Bad Bf (bis 1913)                                       | 261 m                                    |
| Strecke (außer Betrieb) · Bahnhof · Strecke (außer Betrieb) | 270,688 | Basel Bad Bf                                                  | 263 m                                    |
| Kreuzung mit U-Bahn (Strecke geradeaus außer Betrieb) · Kreuzung mit U-Bahn geradeaus oben · Kreuzung mit U-Bahn geradeaus oben (Strecke geradeaus außer Betrieb) | | Strassenbahn Basel                                            | Strassenbahn Basel                       |
| Kreuzung (Strecke geradeaus außer Betrieb) · Abzweig geradeaus und nach rechts · Strecke (außer Betrieb) | | nach Basel SBB                                                | nach Basel SBB                           |
| Strecke (außer Betrieb) | | (ehem. Trasse bis 1913)                                       | (ehem. Trasse bis 1913)                  |
| Abzweig geradeaus und nach links · Kreuzung geradeaus unten (Strecke geradeaus außer Betrieb) | | nach Zell im Wiesental                                        | nach Zell im Wiesental                   |
| | |                                                               |                                          |
| Grenze (Strecke außer Betrieb) | 273,2 | Staatsgrenze Schweiz/Deutschland, Eigentumsgrenze BEV/DB Netz | 264 m                                    |
| | |                                                               |                                          |
| Kilometer-Wechsel · Strecke (außer Betrieb) | 273,610273,600 | Kilometersprung                                               | Kilometersprung                          |
| | 273,9 | Grenzacher Horn (Abzw)                                        | Grenzacher Horn (Abzw)                   |
| ehemaliger Haltepunkt / Haltestelle | | Grenzacher Horn (bis 1981)                                    | Grenzacher Horn (bis 1981)               |
| Bahnhof | 275,6 | Grenzach                                                      | 262 m                                    |
| Haltepunkt / Haltestelle, ehemals Bahnhof | 278,0 | Wyhlen                                                        | 272 m                                    |
| Haltepunkt / Haltestelle | 281,8 | Herten (Baden)                                                | 275 m                                    |
| | | A 861                                                         |                                          |
| ehemaliger Haltepunkt / Haltestelle | 283,4 | Rheinfelden-Warmbach (geplant)                                | Rheinfelden-Warmbach (geplant)           |
| Bahnhof | 285,2 | Rheinfelden (Baden)                                           | 280 m                                    |
| Haltepunkt / Haltestelle | 288,8 | Beuggen                                                       | 284 m                                    |
| Haltepunkt / Haltestelle | 293,6 | Schwörstadt                                                   | 286 m                                    |
| Brücke über Wasserlauf | | Wehra (68 m)                                                  | Wehra (68 m)                             |
| Haltepunkt / Haltestelle, ehemals Bahnhof | 297,1 | Wehr-Brennet                                                  | 293 m                                    |
| ehemaliger Haltepunkt / Haltestelle | | Bad Säckingen-Wallbach (geplant)                              | Bad Säckingen-Wallbach (geplant)         |
| Abzweig geradeaus und ehemals von links | 299,4 | von Schopfheim                                                | von Schopfheim                           |
| Haltepunkt / Haltestelle, ehemals Bahnhof | 302,4 | Bad Säckingen                                                 | 292 m                                    |
| Abzweig geradeaus und ehemals nach links | | nach St. Blasien (nie realisiert)                             | nach St. Blasien (nie realisiert)        |
| Haltepunkt / Haltestelle, ehemals Bahnhof | 307,9 | Murg (Baden)                                                  | 297 m                                    |
| Dienststation / Betriebs- oder Güterbahnhof | 309,2 | Murg Gbf (seit 1987)                                          | 304 m                                    |
| Haltepunkt / Haltestelle | 311,2 | Laufenburg (Baden)                                            | 313 m                                    |
| Tunnel | | Rappenstein-Tunnel (337 m)                                    | Rappenstein-Tunnel (337 m)               |
| Haltepunkt / Haltestelle, ehemals Bahnhof | 312,5 | Laufenburg (Baden) Ost                                        | 318 m                                    |
| ehemaliger Bahnhof | 315,7 | Albert-Hauenstein                                             | 316 m                                    |
| Brücke über Wasserlauf | | Mühlbach (68 m)                                               | Mühlbach (68 m)                          |
| Brücke über Wasserlauf | | Alb (47 m)                                                    | Alb (47 m)                               |
| Bahnhof | 317,9 | Albbruck                                                      | 325 m                                    |
| Haltepunkt / Haltestelle, ehemals Bahnhof | 321,1 | Dogern (Hp & Anst)                                            | 324 m                                    |
| ehemaliger Haltepunkt / Haltestelle | | Waldshut West (geplant)                                       | Waldshut West (geplant)                  |
| Bahnhof | 325,6 | Waldshut                                                      | 340 m                                    |
| Abzweig geradeaus und nach rechts | | SBB nach Koblenz                                              | SBB nach Koblenz                         |
| Tunnel | | Aarberg-Tunnel (352 m)                                        | Aarberg-Tunnel (352 m)                   |
| Brücke über Wasserlauf | | Schlücht (61 m)                                               | Schlücht (61 m)                          |
| Haltepunkt / Haltestelle, ehemals Bahnhof | 331,1 | Tiengen (Hochrhein)                                           | 348 m                                    |
| Brücke über Wasserlauf | 333,0 | Steinaviadukt (67 m)                                          | Steinaviadukt (67 m)                     |
| Haltepunkt / Haltestelle | 334,1 | Lauchringen West                                              | 359 m                                    |
| Bahnhof | 335,1 | Lauchringen (ehem. Oberlauchringen)                           | 362 m                                    |
| Abzweig geradeaus und nach links | | nach Hintschingen                                             | nach Hintschingen                        |
| Brücke über Wasserlauf | | Wutach (69 m)                                                 | Wutach (69 m)                            |
| Haltepunkt / Haltestelle | 341,1 | Grießen (Baden)                                               | 390 m                                    |
| Bahnhof | 345,6 | Erzingen (Baden)                                              | 401 m                                    |
| | |                                                               |                                          |
| | 345,8 | Staatsgrenze Deutschland/Schweiz, Eigentumsgrenze DB Netz/BEV | 401 m                                    |
| | |                                                               |                                          |
| Haltepunkt / Haltestelle | 346,2 | Trasadingen                                                   | 402 m                                    |
| Bahnhof | 348,9 | Wilchingen-Hallau (Anst)                                      | 414 m                                    |
| Bahnhof | 351,5 | Neunkirch                                                     | 430 m                                    |
| Bahnhof | 357,8 | Beringen Bad Bf                                               | 445 m                                    |
| Haltepunkt / Haltestelle | 359,2 | Beringerfeld                                                  | 447 m                                    |
| Haltepunkt / Haltestelle, ehemals Bahnhof | 361,6 | Neuhausen Bad Bf                                              | 440 m                                    |
| Tunnel | | Charlottenfels-Tunnel (286 m)                                 | Charlottenfels-Tunnel (286 m)            |
| Grenze | 364,0 | Eigentumsgrenze BEV/Gemeinschaft SBB-BEV                      | Eigentumsgrenze BEV/Gemeinschaft SBB-BEV |
| Abzweig geradeaus und von rechts | | von Winterthur S 24                                           | von Winterthur S 24                      |
| Bahnhof | 364,42 | Schaffhausen                                                  | 404 m                                    |
| Kilometer-Wechsel | 364,421364,492 | Kilometrierungssprung                                         | Kilometrierungssprung                    |
| Abzweig geradeaus und nach rechts | | nach Stein am Rhein                                           | nach Stein am Rhein                      |
| Dienststation / Betriebs- oder Güterbahnhof | 365,9 | Schaffhausen GB                                               | 412 m                                    |
| Grenze | 366,0 | Eigentumsgrenze Gemeinschaft SBB-BEV/BEV                      | Eigentumsgrenze Gemeinschaft SBB-BEV/BEV |
| Dienststation / Betriebs- oder Güterbahnhof | 367,3 | Schaffhausen GB Ost                                           | 413 m                                    |
| | |                                                               |                                          |
| Strecke (außer Betrieb) · Tunnel | | Herblinger Tunnel (530 m) seit 1968                           | Herblinger Tunnel (530 m) seit 1968      |
| Bahnhof (Strecke außer Betrieb) · Haltepunkt / Haltestelle | 367,9 | Herblingen                                                    | 425 m                                    |
| | |                                                               |                                          |
| Bahnhof | 373,0 | Thayngen Endpunkt S 24 (Bf & Anst)                            | 437 m                                    |
| | |                                                               |                                          |
| | 374,7 | Staatsgrenze Schweiz/Deutschland, Eigentumsgrenze BEV/DB Netz | 440 m                                    |
| | |                                                               |                                          |
| Haltepunkt / Haltestelle | 375,6 | Bietingen                                                     | 435 m                                    |
| | | A 81                                                          |                                          |
| Bahnhof | 378,5 | Gottmadingen                                                  | 432 m                                    |
| Blockstelle | 379,0 | Anst                                                          | 433 m                                    |
| Abzweig geradeaus und ehemals nach links | | nach Offenburg (gepl. Singener Kurve)                         | nach Offenburg (gepl. Singener Kurve)    |
| Abzweig geradeaus und von links | | von Offenburg                                                 | von Offenburg                            |
| Abzweig geradeaus und ehemals von links | | ehem. von Beuren-Büßlingen                                    | ehem. von Beuren-Büßlingen               |
| Bahnhof | 384,1 | Singen (Hohentwiel)                                           | 428 m                                    |
| Abzweig geradeaus und nach rechts | | nach Etzwilen (Museumsbahn)                                   | nach Etzwilen (Museumsbahn)              |
| Haltepunkt / Haltestelle | 386,5 | Singen Industriegebiet                                        | 431 m                                    |
| Haltepunkt / Haltestelle | 390,8 | Böhringen-Rickelshausen                                       | 406 m                                    |
| Bahnhof | 394,2 | Radolfzell                                                    | 398 m                                    |
| Abzweig geradeaus und nach links | | nach Mengen                                                   | nach Mengen                              |
| Kilometer-Wechsel | 395,312395,300 | Kilometersprung                                               | Kilometersprung                          |
| Haltepunkt / Haltestelle | 397,4 | Markelfingen                                                  | 398 m                                    |
| Kilometer-Wechsel | 400,800400,785 | Kilometersprung                                               | Kilometersprung                          |
| Kilometer-Wechsel | 403,030403,045 | Kilometersprung                                               | Kilometersprung                          |
| Haltepunkt / Haltestelle | 403,1 | Allensbach                                                    | 399 m                                    |
| Haltepunkt / Haltestelle | 405,6 | Hegne                                                         | 400 m                                    |
| ehemaliger Haltepunkt / Haltestelle | | Reichenau (Baden)-Waldsiedlung                                | Reichenau (Baden)-Waldsiedlung           |
| | | B 33                                                          |                                          |
| Haltepunkt / Haltestelle | 408,4 | Reichenau (Baden)                                             | 399 m                                    |
| Haltepunkt / Haltestelle | 410,2 | Konstanz-Wollmatingen                                         | 400 m                                    |
| Haltepunkt / Haltestelle | 411,5 | Konstanz-Fürstenberg                                          | 402 m                                    |
| Bahnhof | 412,3 | Konstanz-Petershausen                                         | 401 m                                    |
| Brücke über Wasserlauf | 413,5 | Rheinbrücke Konstanz                                          | Rheinbrücke Konstanz                     |
| Bahnhof | 414,34 | Konstanz                                                      | 398 m                                    |
| Abzweig geradeaus, nach rechts und von rechts | | SBB nach Kreuzlingen–Stein am Rhein                           | SBB nach Kreuzlingen–Stein am Rhein      |
| Strecke | | SBB nach Kreuzlingen Hafen–Romanshorn                         | SBB nach Kreuzlingen Hafen–Romanshorn    |
| | |                                                               |                                          |
| Quellen: | |                                                               |                                          |

Die Hochrheinbahn, auch Hochrheinstrecke oder Hochrheintalbahn, ist eine Eisenbahnstrecke von Basel über Waldshut, Schaffhausen und Singen (Hohentwiel) nach Konstanz. Sie wurde von den Großherzoglich Badischen Staats-Eisenbahnen als Teil der Badischen Hauptbahn erbaut, die dem Rhein aufwärts von Mannheim bis Konstanz folgt.

## Geschichte

### Gründung
Obwohl der Mannheimer Unternehmer und Eisenbahnpionier Ludwig Newhouse bereits im Jahr 1833 anregte, eine Eisenbahn von Mannheim bis Basel und an den Bodensee zu bauen, wurde der Beschluss zum Bau der Bahn ab der Schweizer Grenze nach Basel und weiter an den Bodensee im badischen Parlament erst im März 1852 gefasst. Von Basel Badischer Bahnhof bis Bad Säckingen wurde der erste Teil am 4. Februar 1856 eröffnet, bereits am 30. Oktober 1856 wurde Waldshut erreicht. Dann stockte der Weiterbau unter anderem aufgrund Nachverhandlungen mit der Schweiz. 1860 wurde unter Robert Gerwig der zweite Abschnitt begonnen. Am 15. Juni 1863 wurde die gesamte Bahnstrecke bis Konstanz mit einem Sonderzug, gezogen durch die Dampflokomotive Küssaburg, eröffnet. Es bestand schon ab 18. August 1859 eine Verbindung zum schweizerischen Eisenbahnnetz über den Rhein nach Koblenz. Am 30. Mai 1870 ereignete sich der erste schwere Eisenbahnunfall auf der Strecke, als ein vermutlich betrunkener Lokführer ungebremst auf den stehenden Personenzug Nr. 22 im Bahnhof von Murg auffuhr.

#### Erste Lokomotiven
Im ersten Betriebsjahr befuhren folgende Loks die Strecke:
- Gattung IIIc: Allemannia[13], Dreisam, Kaiserstuhl, Hebel, Zähringen
- Gattung V: Galilei, Keppler, Newton, Laplace, Pambour
- Gattung IX: Adler, Falke, Komet, Pfeil, Elz, Wiese, Wutach, Rench, Lahr, Basel
- Gattung IV: Brittania, Trevithick, Schwarzwald

### Vor und während der Weltkriege
Auf Grund eines Staatsvertrages unterstand die gesamte Bahn (mit Ausnahme von Bahnhof Schaffhausen) – also auch auf schweizerischem Gebiet – der Badischen Staatsbahn; sie gehört noch heute zur Deutschen Bahn (nicht zu verwechseln mit Péagebetrieb). Der Staatsvertrag aus dem Jahr 1852 räumt der Schweiz das Recht ein, die auf schweizerischem Gebiet gelegene Strecke nach Einhaltung einer fünfjährigen Kündigungsfrist zurückzukaufen. Obwohl diese Möglichkeit nach dem Ersten Weltkrieg diskutiert wurde, wurde sie nie umgesetzt.
Im Zweiten Weltkrieg wurde der grenzüberschreitende Verkehr stark eingeschränkt, Transporte der Wehrmacht durften die Schweiz nicht passieren. 1944/1945 verkehrten noch vier Personenzugpaare durchgehend zwischen Basel Badischer Bahnhof und Singen. In der Fahrplantabelle war ausdrücklich vermerkt: „Durchreise durch den Kanton Schaffhausen nur mit Reisepass mit Ausnahmegenehmigung (Visum) gestattet.“ Zwischen dem 8. Juni 1945 und dem 1. August 1953 standen die deutschen Eisenbahnanlagen in der Schweiz unter der Verwaltung einer vom Schweizer Bundesrat eingesetzten Treuhandbehörde.
Die in der ersten Hälfte des 20. Jahrhunderts geplante Hegaubahn wäre bei Herblingen (heute Schaffhausen) aus der Strecke Richtung Engen ausgefädelt.

### Seit den 1980ern
Seit 1987 ist die Strecke zum größten Teil zweigleisig, nur der Abschnitt zwischen Waldshut und Erzingen ist heute noch eingleisig, ebenso der Abschnitt zwischen Konstanz-Petershausen und Konstanz.
Die Abschnitte zwischen Laufenburg und Murg sowie zwischen Erzingen und Schaffhausen wurden inzwischen zweigleisig ausgebaut. Elektrifiziert ist die Strecke nur zwischen Erzingen und Konstanz. Eine Elektrifizierung der Reststrecke wird seit längerem von verschiedenen Seiten gefordert.

## Gegenwart

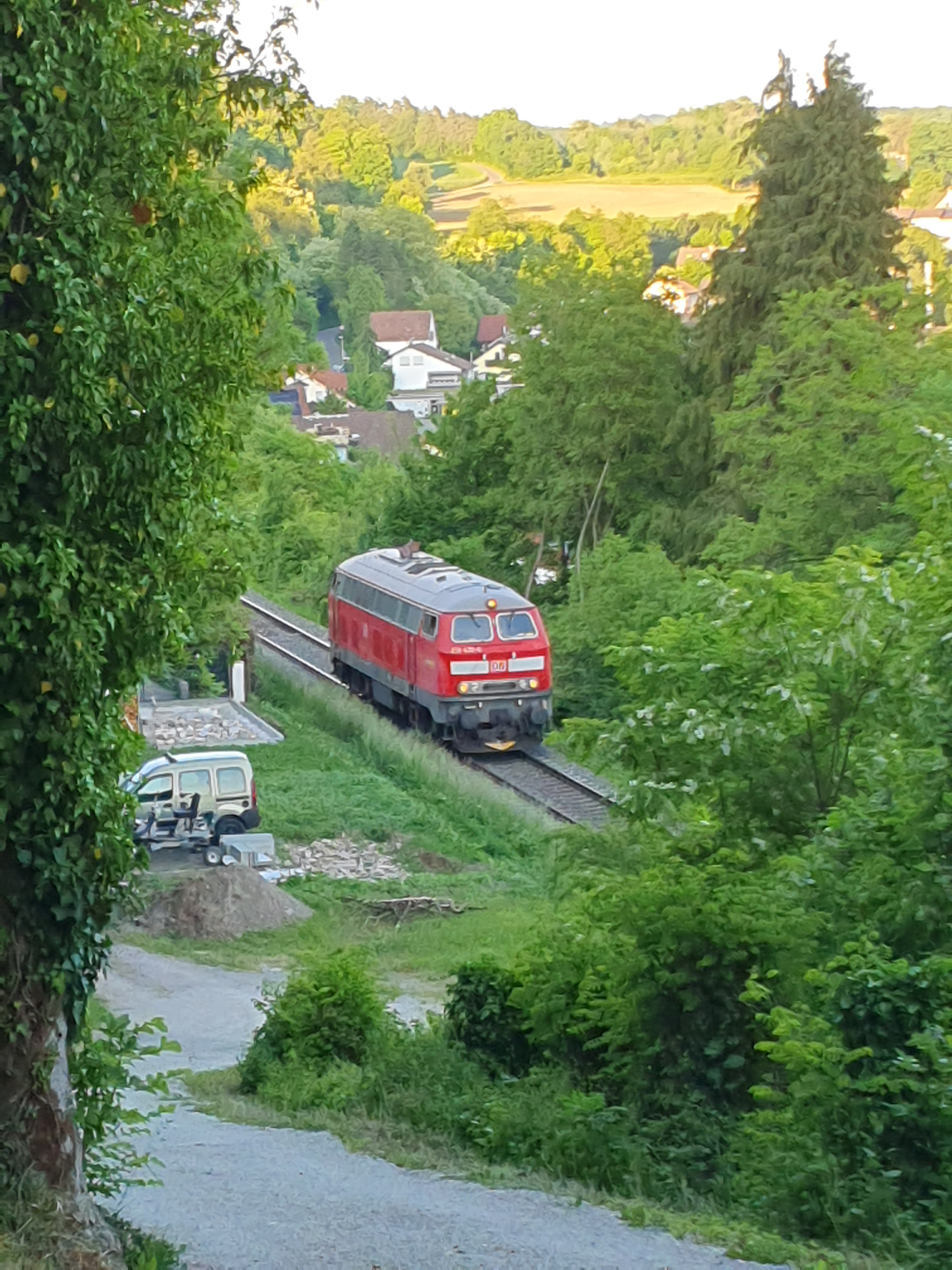
Blick von der Lourdesgrotte am Vitibuck auf die Hochrheinbahn mit einer BR 218 im Mai 2025 zum Beginn der Elektrifizierungsarbeiten

Am 5. Mai 2011 haben in Schaffhausen die damalige Verkehrsministerin von Baden-Württemberg, Tanja Gönner, und der Baudirektor des Kantons Schaffhausen, Reto Dubach, die Planungsvereinbarung für die Elektrifizierung der Hochrheinbahn zwischen Basel (Badischer Bahnhof) und Schaffhausen unterzeichnet. Darin werden ein verstärkt grenzüberschreitender Eisenbahnverkehr ohne Umsteigen entlang des gesamten Grenzkorridors in Konstanz, Schaffhausen, Waldshut und Basel, ein geplantes dichtes Fahrplanangebot auf der Hochrheinstrecke, die Voraussetzungen für den geplanten S-Bahn-Ausbau der S-Bahn Schaffhausen, S-Bahn Zürich und der S-Bahn Basel in den Ballungsgebieten Basel und Zürich–Schaffhausen sowie die Höhe der Planungskosten festgehalten. Zudem sollen in Singen und Basel (Badischer Bahnhof) gute Übergangsmöglichkeiten zum Fernverkehr geschaffen werden. Die Elektrifizierung soll bis zum Ende des Jahres 2027 abgeschlossen sein.
Der Streckenabschnitt von Kilometer 364,004 bis Kilometer 366,042 mit dem Bahnhof Schaffhausen ist im gemeinsamen Eigentum der Schweizerischen Bundesbahnen (65 Prozent) und dem deutschen Bundeseisenbahnvermögen BEV (35 Prozent). Er ist mit schweizerischen Eisenbahnsignalen ausgestattet.
Von November 2012 bis Oktober 2013 wurde der Streckenabschnitt zwischen Erzingen und Schaffhausen auf Doppelspur ausgebaut und gleichzeitig elektrifiziert. Der Abschnitt zwischen Schaffhausen und Beringen war bereits seit dem Bau der Bahn doppelspurig, lediglich die restlichen 12,5 Kilometer zwischen Beringen und Erzingen mussten noch ausgebaut werden. Elektrifiziert wurde der gesamte 18 Kilometer lange Abschnitt zwischen Schaffhausen und Erzingen. Dazu wurden etwa 900 Oberleitungsmasten aufgestellt und knapp 50 Kilometer Fahrdraht gespannt. Zusätzlich wurde im selben Zeitraum in Beringen ein zweiter Haltepunkt gebaut.
Die Kosten für das Gesamtprojekt, das auch die Aufhebung mehrerer Bahnübergänge umfasste, beliefen sich auf rund 140 Millionen Schweizer Franken. Der Doppelspur-Ausbau wurde von der Deutschen Bahn finanziert, während die Elektrifizierung der Strecke vom Kanton Schaffhausen und der Schweizerischen Eidgenossenschaft getragen wurde.
Im März 2016 haben sich das Land Baden-Württemberg, die Landkreise Waldshut und Lörrach, der Regionalverband Hochrhein-Bodensee, das Schweizer Bundesamt für Verkehr sowie die Kantone Basel-Stadt und Schaffhausen in einem gemeinsamen Memorandum of Understanding zur Finanzierung der Elektrifizierung der Strecke zwischen Basel und Erzingen verständigt. Diese wurde damals mit 160 Millionen Euro veranschlagt. Im September 2016 gab das baden-württembergische Verkehrsministerium eine EU-Förderung von fünf Millionen Euro für das Vorhaben bekannt.

## Zukunft

### Ausbau und Elektrifizierung
Im September 2017 wurde eine Finanzierungsvereinbarung für die Entwurfs- und Genehmigungsplanung der Elektrifizierung abgeschlossen.
Im September 2019 wurde eine weitere Planungsvereinbarung vom Land Baden-Württemberg, den Landkreisen Waldshut und Lörrach sowie dem Kanton Basel-Stadt unterzeichnet. Darin sind neben der Elektrifizierung auch der Ausbau der Bahnhöfe für dichtere Takte sowie der Einbau von Weichen und Schienen vorgesehen. Das Vorhaben wird neben den deutschen, grenzüberschreitend von den Schweizer Projektpartnern unterstützt. Die Europäische Union unterstützt das Vorhaben mit EFRE-Mitteln in Höhe von fünf Millionen Euro.
Der Ausbau und die Elektrifizierung beinhalten im Wesentlichen:
- verbessertes Angebot durch verdichtete Zugfolge
- Neubau einer Oberleitungsanlage über den gesamten rund 75 km langen Streckenabschnitt zwischen Basel Badischer Bahnhof und dem Bahnhof Erzingen (Baden)
- Umbau von 17 bestehenden Stationen und Bau der drei neuen Haltepunkte Rheinfelden-Warmbach, Bad Säckingen-Wallbach und Waldshut-West
- bauliche Anpassungen am Rappensteintunnel und im Aarbergtunnel[29]
- Neubau der Bahnstromversorgung; dazu gehört der Bau eines dezentralen Umrichterwerks, das die Energie aus dem öffentlichen 50-Hz-Netz bezieht, in Tiengen
- Ausbau der Haltepunkte Tiengen und Lauchringen zu Kreuzungsbahnhöfen
- Änderungen des Gleisplans im Bahnhof Waldshut, die unter anderem eine direkte Fahrt von Basel Badischer Bahnhof nach Koblenz ermöglichen.

Die Planfeststellungsunterlagen für die Abschnitte auf deutschem Gebiet lagen dem Eisenbahn-Bundesamt ab dem 4. Dezember 2020 zur Genehmigung vor. Für die Abschnitte auf Schweizer Gebiet hat das Bundeseisenbahnvermögen die Anträge auf Plangenehmigung am 13. Oktober 2022 beim Bundesamt für Verkehr in Bern eingereicht. Die Unterlagen umfassen die drei Abschnitte Basel Badischer Bahnhof – Staatsgrenze Schweiz/Deutschland, Waldshut – Koblenz und Waldshut – Grenzbahnhof Erzingen. Kritik kam von Anwohnern, die zunehmenden Güterverkehr und dadurch Lärmimmissionen befürchten. Im Dezember 2023 wurde der Finanzierungs- und Realisierungsvertrag für den Ausbau und die Elektrifizierung geschlossen.
Im Dezember 2024 erließ das Eisenbahn-Bundesamt die Planfeststellungsbeschlüsse für die in Deutschland liegenden Planfeststellungsabschnitte 2 bis 4. Das Bundesamt für Verkehr erteilte die drei Plangenehmigungsverfügungen für die in der Schweiz liegenden Abschnitte 1.1 bis 1.3 bis zum 15. Januar 2025.
Die Bauarbeiten sollen im September 2025 beginnen. Ab April 2026 soll der Abschnitt zwischen Rheinfelden und Erzingen für die Bauarbeiten gesperrt werden. Die Wiedereröffnung ist im Abschnitt Waldshut–Erzingen für März 2027 und im Abschnitt Rheinfelden–Waldshut für Juli 2027 geplant. Nach Abnahmen, Mess- und Erkundungsfahrten soll der elektrische Betrieb im Dezember 2027 aufgenommen werden. Ab diesem Zeitpunkt sollen mehr Züge und mit neuem Rollmaterial verkehren.
Der Abschnitt zwischen Singen und Gottmadingen soll im Rahmen des Gäubahn-Ausbaus für 160 km/h ausgebaut werden. Im Frühjahr 2024 waren dazu Grundlagenermittlung und Vorplanung im Gang. Der Baubeginn ist in den 2030er-Jahren, die Inbetriebnahme in den 2040er-Jahren geplant.

### Aktuelle und geplante Brückensanierungen
Ersetzung der Steinbrücke in Albbruck durch eine Stahlbetonbrücke.
Die seit 1908 eingebaute zweite Eisenbahn-Stahlgitterbrücke über die Wutach in Oberlauchringen (die erste aus Schmiedeeisen erbaute Fachwerkbrücke bestand von 1862 bis 1908) wurde aufgrund von Materialermüdung nach über 100 Jahren 2024/25 durch eine neue einspurige Stahlbrücke, die auch die beidseitig parallel zur Wutach liegenden Fahrstraßen mit überspannt, ersetzt. Diese Maßnahme dient, wie auch der Brückenneubau in Albbruck, zur Streckensanierung und zur Aufrechterhaltung eines gesicherten Fahrbetriebs.

### Fahrplankonzept
Im Dezember 2023 beschlossen die am Projekt beteiligten Partner ein neues Fahrplankonzept:
Ab Dezember 2027 verkehrt zweistündlich der Hochrhein-Bodensee-Express (HBE) als Regional-Express von Basel Badischer Bahnhof über Waldshut–Schaffhausen–Singen–Konstanz–St. Gallen nach Herisau. Die an- und durchgefahrenen Landkreise und Kantone, das Land Baden-Württemberg und die Eidgenossenschaft finanzieren den Betrieb. Betrieben wird der HBE von der SBB GmbH, die vierteilige Flirt 4 Evo einsetzt. Dieser ergänzt die heute stündlich fahrende RE-Linie Basel–Singen(–Radolfzell–Friedrichshafen). Die ganze Linie wird ins Schweizerische Tarifsystem integriert, womit neben Streckenfahrkahrten nach Schweizer Tarif auch Halbtax- und Generalabonnement anerkannt werden.
Die übrigen Verbindungen werden allein vom Bundesland Baden-Württemberg ausgeschrieben. Die bisherigen RE Basel Badischer Bahnhof–Singen–Friedrichshafen Stadt werden im Stundentakt verkehren und zukünftig in Radolfzell gebrochen. Nach der Elektrifizierung der Bodenseegürtelbahn ist die Durchbindung bis Ulm wieder vorgesehen. Mit der Elektrifizierung verkehrt die RB Basel Badischer Bahnhof–Lauchringen nur noch bis Waldshut. Lauchringen und Lauchringen West werden alternierend vom HBE und RE bedient. Nach der Sanierung der Rheinbrücke wird die RB von Waldshut nach Koblenz verlängert.

## Heutiger Betrieb
(Stand: Fahrplanjahr 2024)

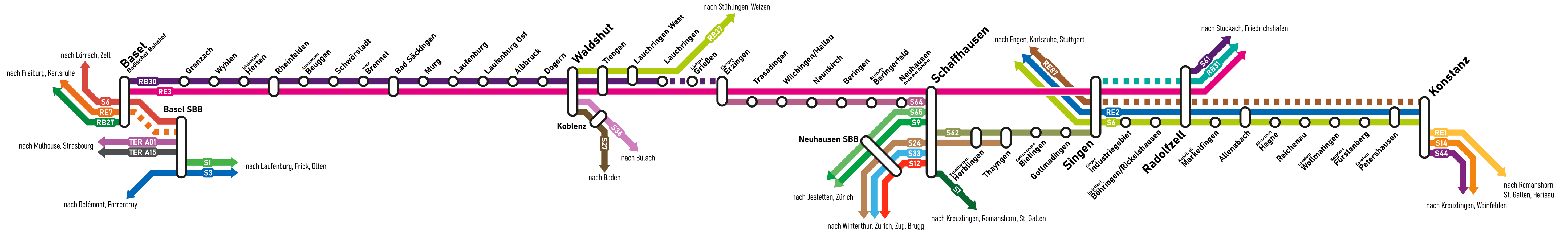
Nahverkehrslinien auf der Hochrheinbahn

Während bis in die 1990er-Jahre hinein Schnell- und Eilzugverbindungen von Basel und Freiburg im Breisgau bis nach Lindau und teilweise München bestanden, wird die Strecke heute von der Linie RE3 (bis Dezember 2024 IRE3) mit dem Laufweg Basel–Singen bedient. Jeder zweite Zug fährt darüber hinaus bis Friedrichshafen. Seit 1. Mai 2018 fahren sie mit Zügen der Baureihe 612, auch diesellokbespannte Doppelstockzüge kommen zum Einsatz.
Auf dem Abschnitt zwischen Basel und Waldshut, der vor allem von Pendler- und Zubringerverkehr in das industrielle Ballungszentrum Basel geprägt ist fährt die Regionalbahnlinie RB30 im Stundentakt, wobei die meisten Züge weiter bis Lauchringen verkehren. Zur Hauptverkehrszeit wird zwischen Basel und Waldshut ein Halbstundentakt angeboten. Auf der Linie sind Dieseltriebwagen der Typen Alstom Coradia A TER und Bombardier Talent anzutreffen.
Die Züge auf der in Lauchringen abzweigenden, vor allem touristisch und im Schülerverkehr bedeutsamen Wutachtalbahn werden ebenfalls auf die Hochrheinbahn bis Waldshut durchgebunden. Dabei durchfahren sie den Bahnhof Lauchringen ohne Halt, da hier nur an Gleis 1 ein Bahnsteig besteht.
Der Abschnitt von Lauchringen bis Erzingen ist am schwächsten ausgelastet, hier verkehrt ausschließlich der RE3. Lediglich eine Regionalbahn fährt wochentags einmal täglich über Lauchringen hinaus bis Erzingen. Der hier liegende Haltepunkt Grießen (Baden) wird nur durch diese Regionalbahn und zwei morgendliche RE-Züge im Schülerverkehr bedient.
Der im Kanton Schaffhausen gelegene Streckenteil führt verkehrlich ein gewisses Eigenleben, um die innerkantonalen Bedürfnisse abzudecken. Zwischen Erzingen und Schaffhausen bzw. Schaffhausen und Singen fahren zusätzlich zum RE3 zwei Linien der S-Bahn Schaffhausen, welche vom Betreiber bis 2023 lediglich als „S“ (ohne Liniennummer) bezeichnet wurden. Zum Fahrplanwechsel 2023/2024 wurden auch für alle S-Bahn-Linien im Kanton Schaffhausen Liniennummern eingeführt. Die Linienbezeichnungen lauten seither S64 (Erzingen–Schaffhausen) und S62 (Schaffhausen–Singen). Die bisher dazu parallel geführten Bezeichnungen vom Land Baden-Württemberg RB34 und RB33 entfallen seitdem ebenfalls. Zum Einsatz kommen elektrische Gelenktriebwagen Stadler GTW 2/6 und GTW 2/8 aus dem Fuhrpark von Thurbo, Betreiber ist jedoch die SBB GmbH, ein Tochterunternehmen der Schweizerischen Bundesbahnen.
Innerhalb der Schweiz wird das Angebot zudem durch die stündliche Linie S24 der S-Bahn Zürich ergänzt, die in Zug beginnt und über Zürich und Winterthur nach Schaffhausen und von dort über die Hochrheinbahn bis Thayngen fährt.
Der Abschnitt zwischen Schaffhausen und Singen, der 1989 elektrifiziert wurde, weist als Bindeglied zwischen der Schwarzwaldbahn und dem Schweizer Streckennetz hochwertigen Fern- und Güterzugverkehr auf. Er kann sowohl von deutschen als auch von schweizerischen Triebfahrzeugen befahren werden. Der Lokomotivwechsel der von der Schweiz nach Stuttgart verkehrenden Schnell- und Güterzüge erfolgt nicht im Grenzbahnhof Schaffhausen, sondern wegen des Fahrtrichtungswechsels in Singen (Hohentwiel). Im Nahverkehr kommen in Singen die Linien von der Schwarzwaldbahn hinzu und fahren auf der Hochrheinbahn bis Konstanz. Stündlich verkehrt der RE2, der in Karlsruhe beginnt und von DB Regio mit Doppelstockwagen betrieben wird. Von Engen kommt zusätzlich der von der SBB GmbH im Halbstundentakt betriebene seehas hinzu. Seit Dezember 2022 wird diese Linie neu als S6 bezeichnet und ist somit die erste deutsche S-Bahn-Linie der S-Bahn Bodensee.
Der RE3 zweigt in Radolfzell von der Hochrheinbahn auf die Strecke nach Friedrichshafen ab.
Der Bahnhof Konstanz ist ebenfalls Grenzbahnhof mit der Schweiz, allerdings ohne durchgehende Verbindungen. Es besteht Anschluss an den IR75 nach Zürich HB sowie an mehrere Nahverkehrslinien der S-Bahn St. Gallen. Die S14 fährt über Kreuzlingen nach Weinfelden, der RE1 fährt über Romanshorn und St. Gallen nach Herisau. Betreiber beider Linien ist Thurbo.
Die Freifahrt für Schwerbehinderte gilt auch auf den Schweizer Streckenabschnitten im Raum Basel und Schaffhausen, aber nicht auf der Rheinquerung Waldshut–Koblenz.

### Kritik und Betreiberwechsel
Die ab 2018 auf der Linie IRE3 eingesetzten Fahrzeuge der Baureihe 612 ernteten von Fahrgästen und in der Lokalpolitik Kritik. Die rund 20 Jahre alten Fahrzeuge waren zwar modernisiert worden, die erste Klasse wurde jedoch als zu klein empfunden, und auch die nicht-barrierefreie Bauweise der Fahrzeuge wurde kritisiert. Als Reaktion auf diese Kritik fahren seit Fahrplanwechsel 2021/2022 einige Umläufe mit diesellokbespannten Doppelstockwagen. Weiter wird auf die geplante Elektrifizierung verwiesen, mit der eine Verbesserung von Fahrplanangebot und Fahrzeugeinsatz einhergehen soll.
Das schweizerische Bundesamt für Verkehr untersucht jedes Jahr anhand von Messungen durch Testkunden und durch Daten die Qualität im Regionalverkehr. Die von der DB Regio AG mit Elektrotriebwagen der Baureihe 426 betriebene Linie RB33 von Schaffhausen nach Singen schnitt im Jahr 2020 schweizweit am schlechtesten ab. Erhoben wurden unter anderem Pünktlichkeit, Sauberkeit, Zustand der Haltestellen und Kundeninformation, wobei die Pünktlichkeit die Hälfte der Benotung ausmachte. Sollte keine Verbesserung eintreten, kann der Kanton Schaffhausen als Besteller der Verkehrsleistungen mittels Vereinbarung eine Qualitätsverbesserung einfordern. Als Hauptgrund für die schlechte Pünktlichkeit im Regionalverkehr wurde der häufig verspätete IRE3 genannt. Nachdem sich die Situation nicht verbesserte kündigte das Land Baden-Württemberg den Verkehrsvertrag mit dem bisherigen Betreiber DB Regio einvernehmlich vorzeitig zum Dezember 2022. Als einziger Bewerber gewann die Neuausschreibung die SBB GmbH, die auch schon die anderen Linien der S-Bahn Schaffhausen betreibt. Dabei erhielt die Linie nach einem öffentlichen Namenswettbewerb, in Anlehnung an die Liniennamen seehas und seehäsle, den Marketingnamen rhyhas. Zum Fahrplanwechsel 2023/2024 hat die Linie zudem die Liniennummer S62 bekommen.

## Bilder

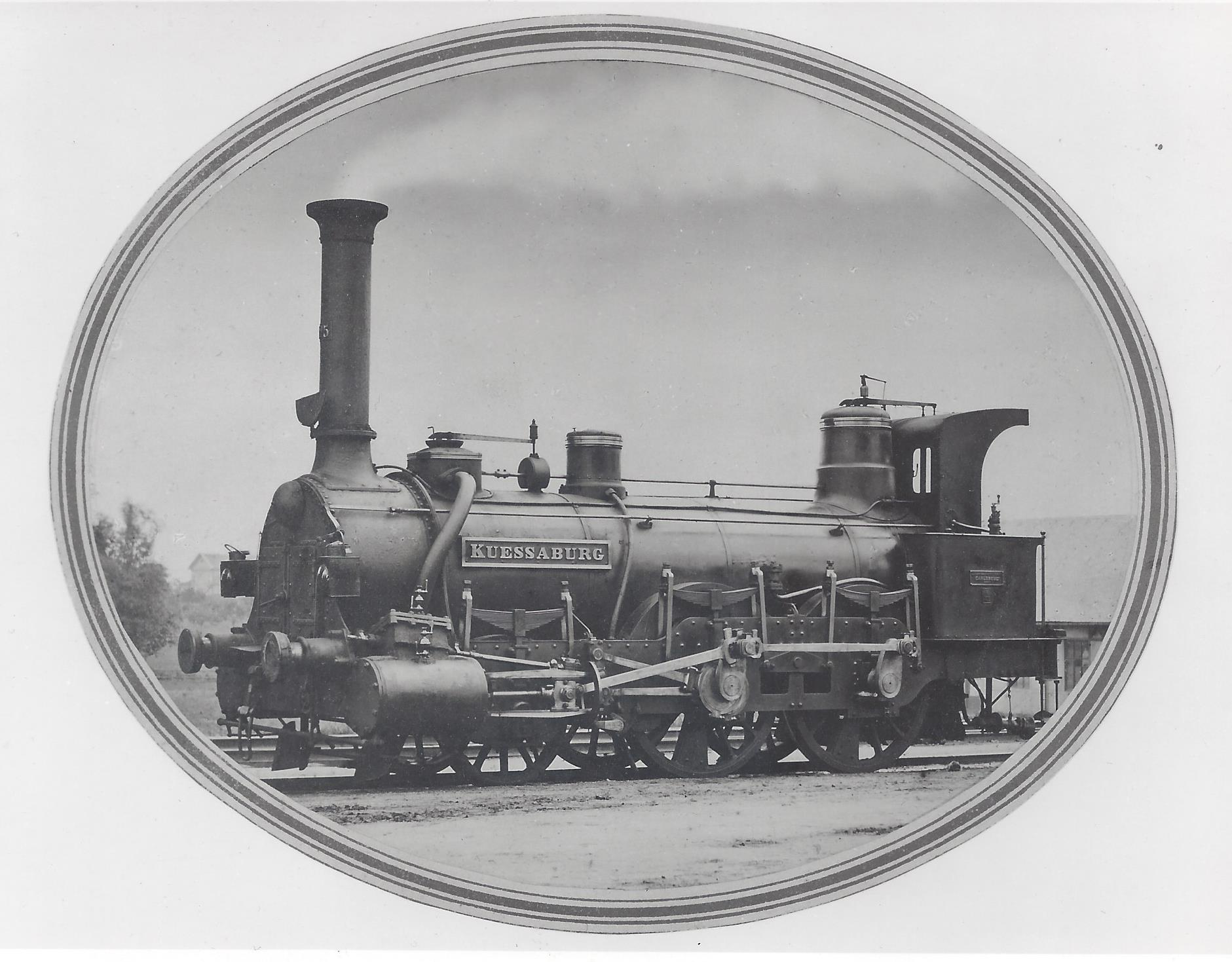
Dampflokomotive Küssaburg, 1856
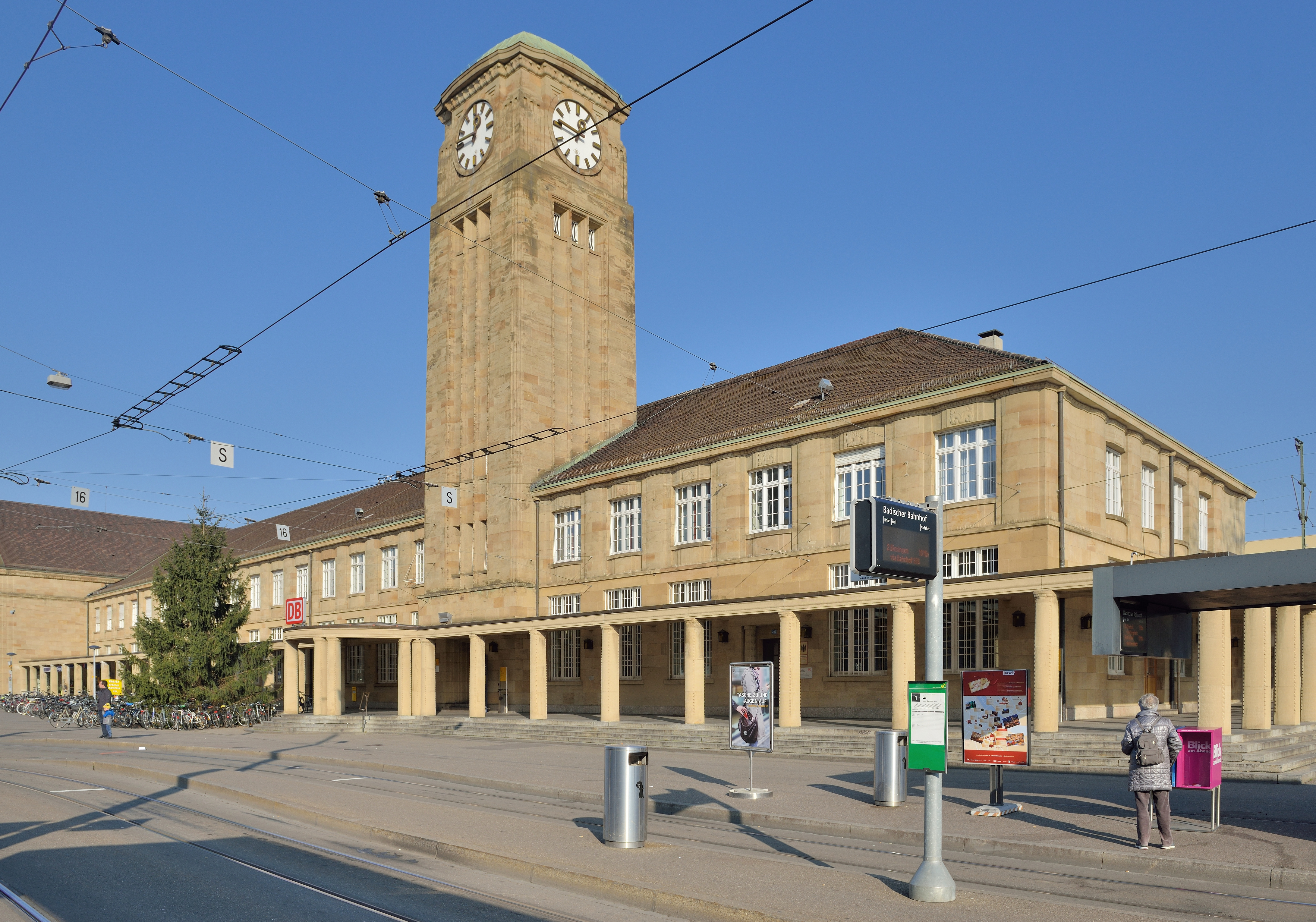
Basel Badischer Bahnhof
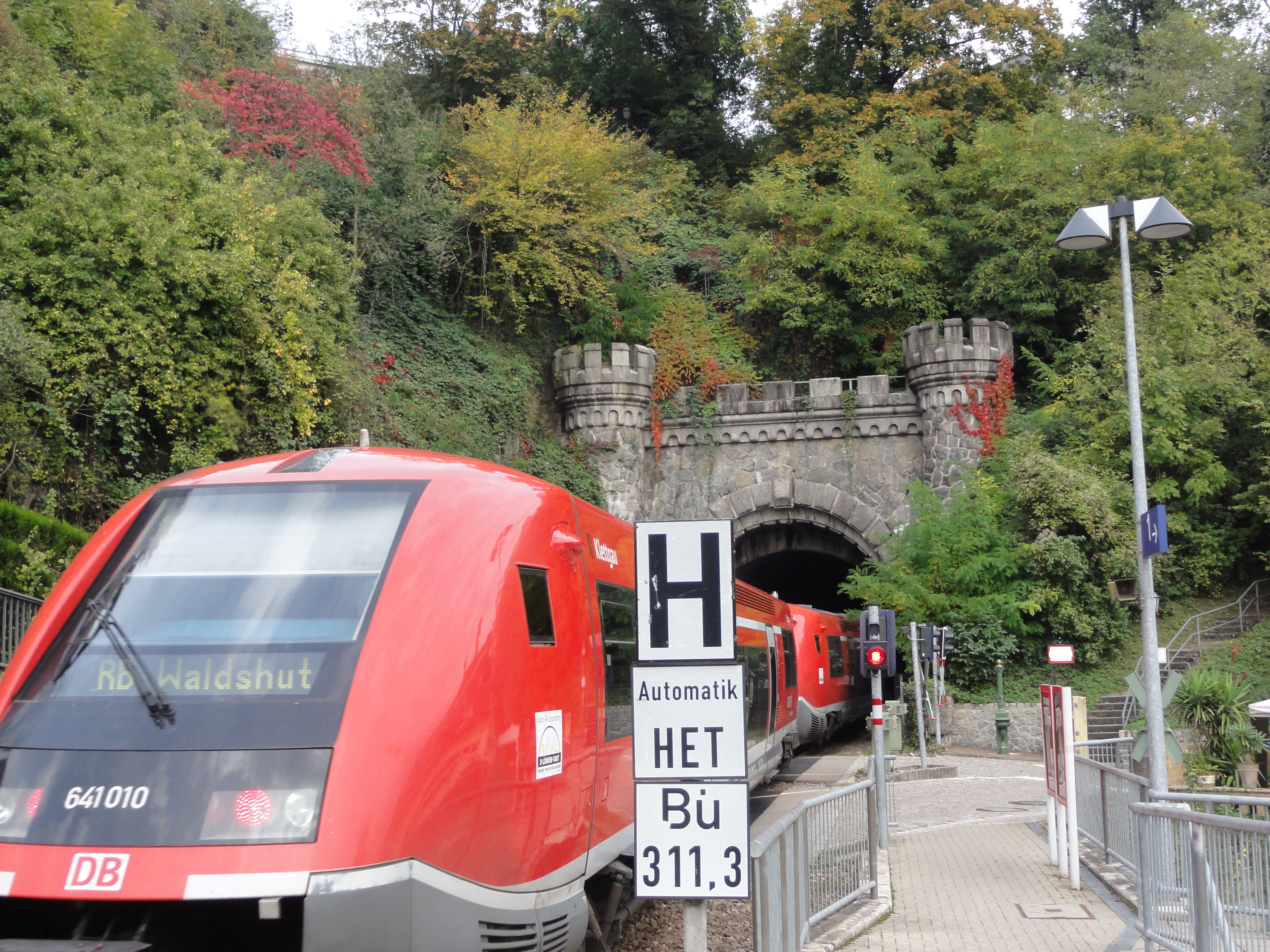
Triebwagen 641 010 vor dem Rappenstein-Tunnel beim Bahnhof in Laufenburg
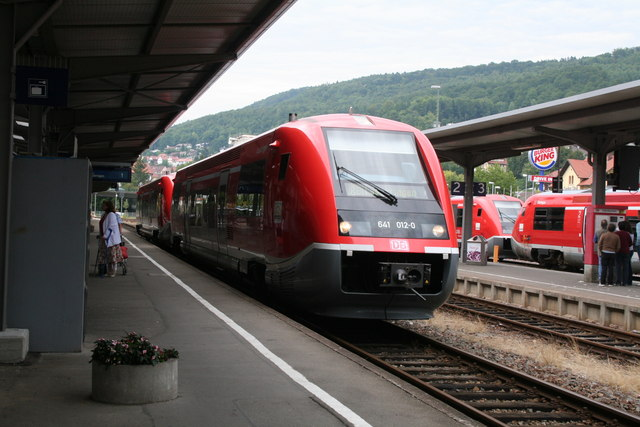
Triebwagen 641 012-0 im Bahnhof Waldshut
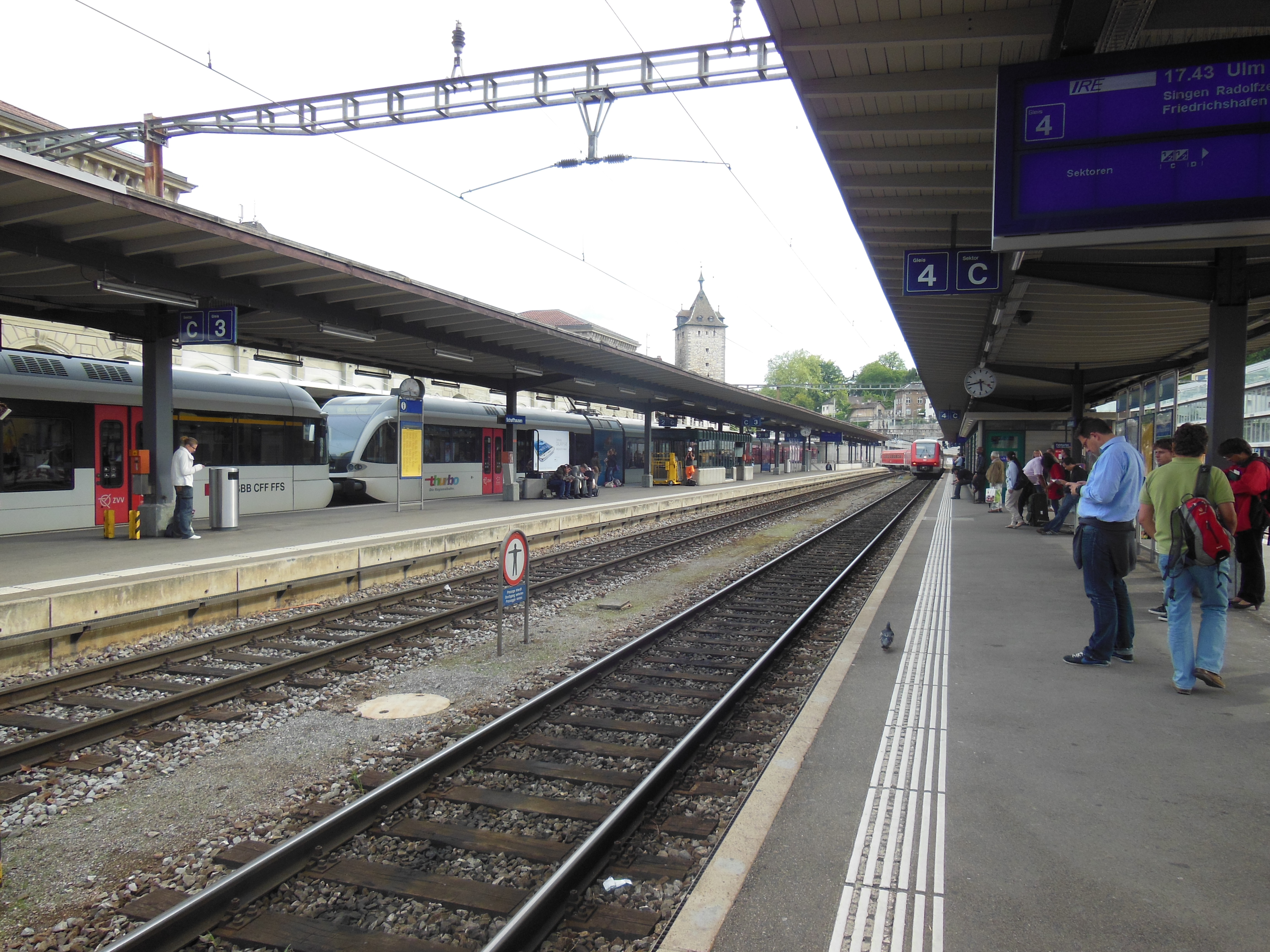
Bahnhof Schaffhausen
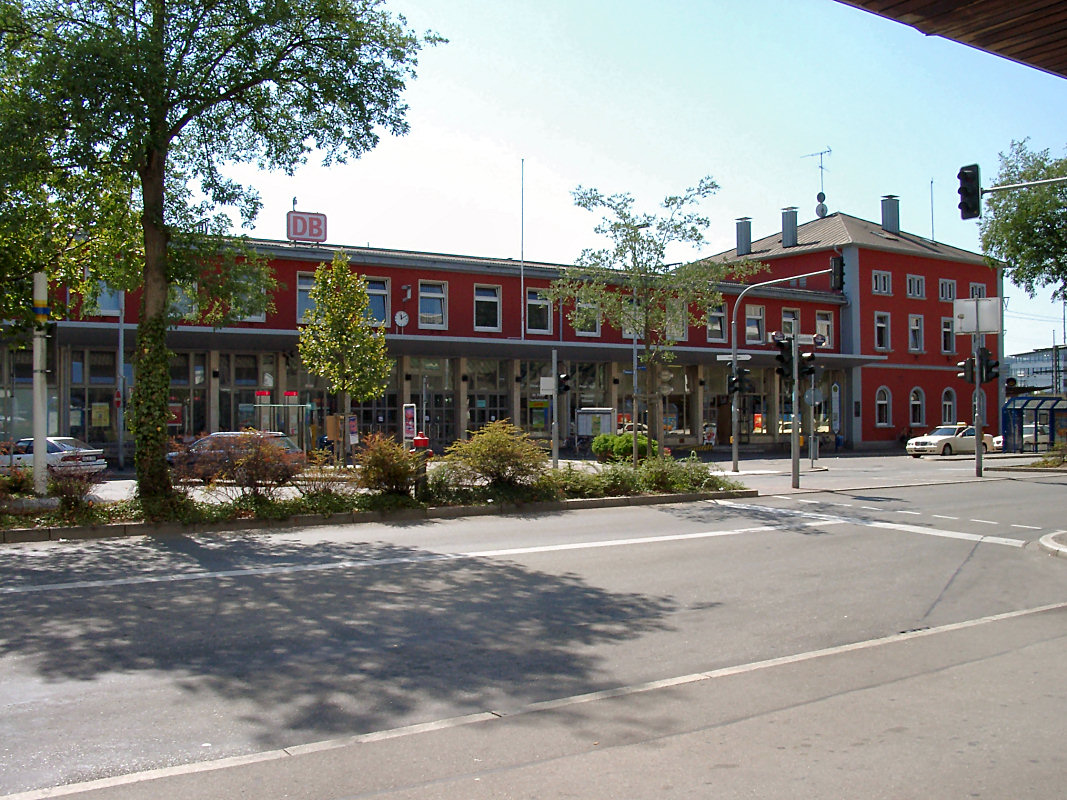
Bahnhof Singen (Hohentwiel)
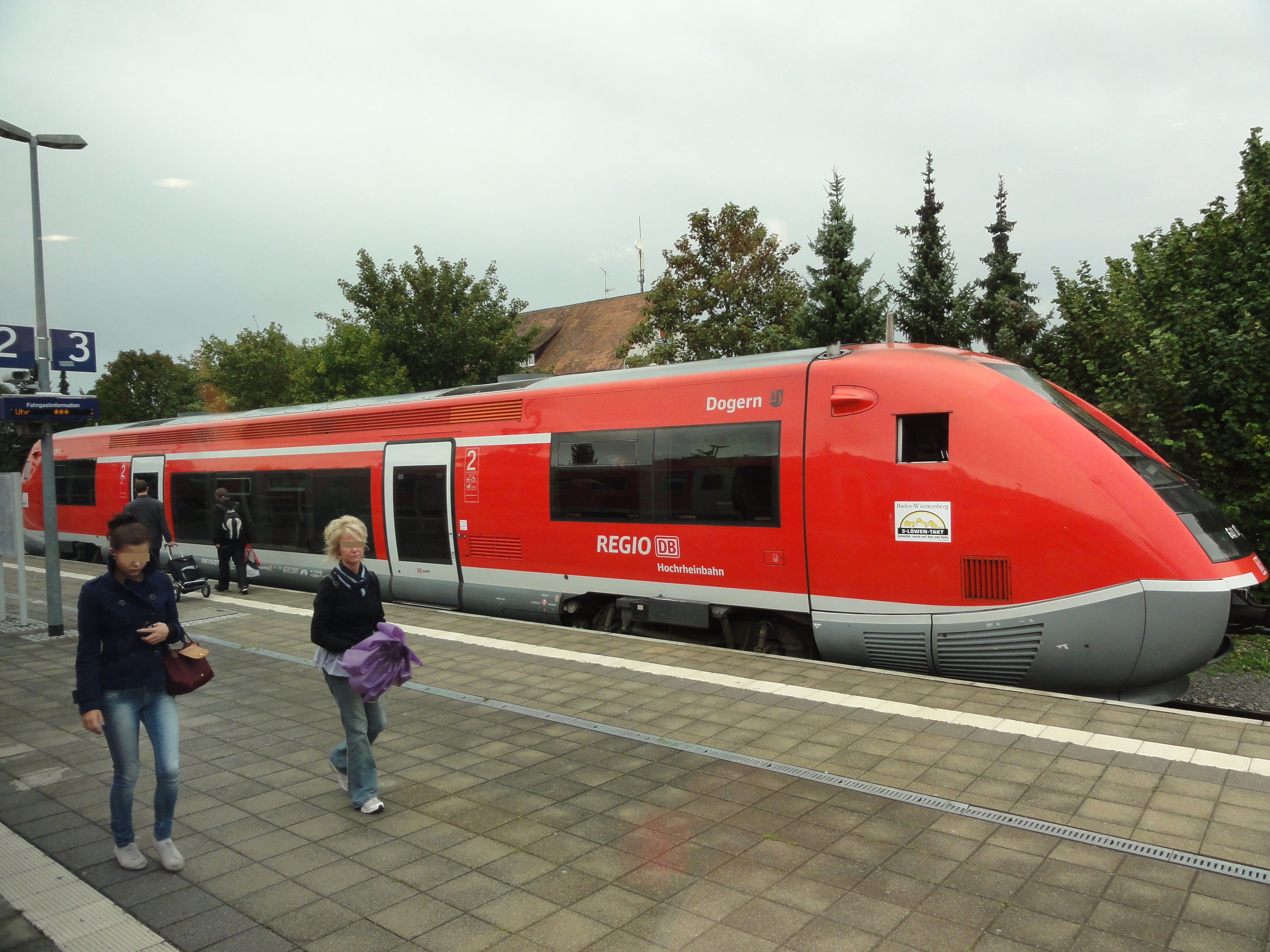
Triebwagen 641 017-9 „Dogern“ der Hochrheinbahn
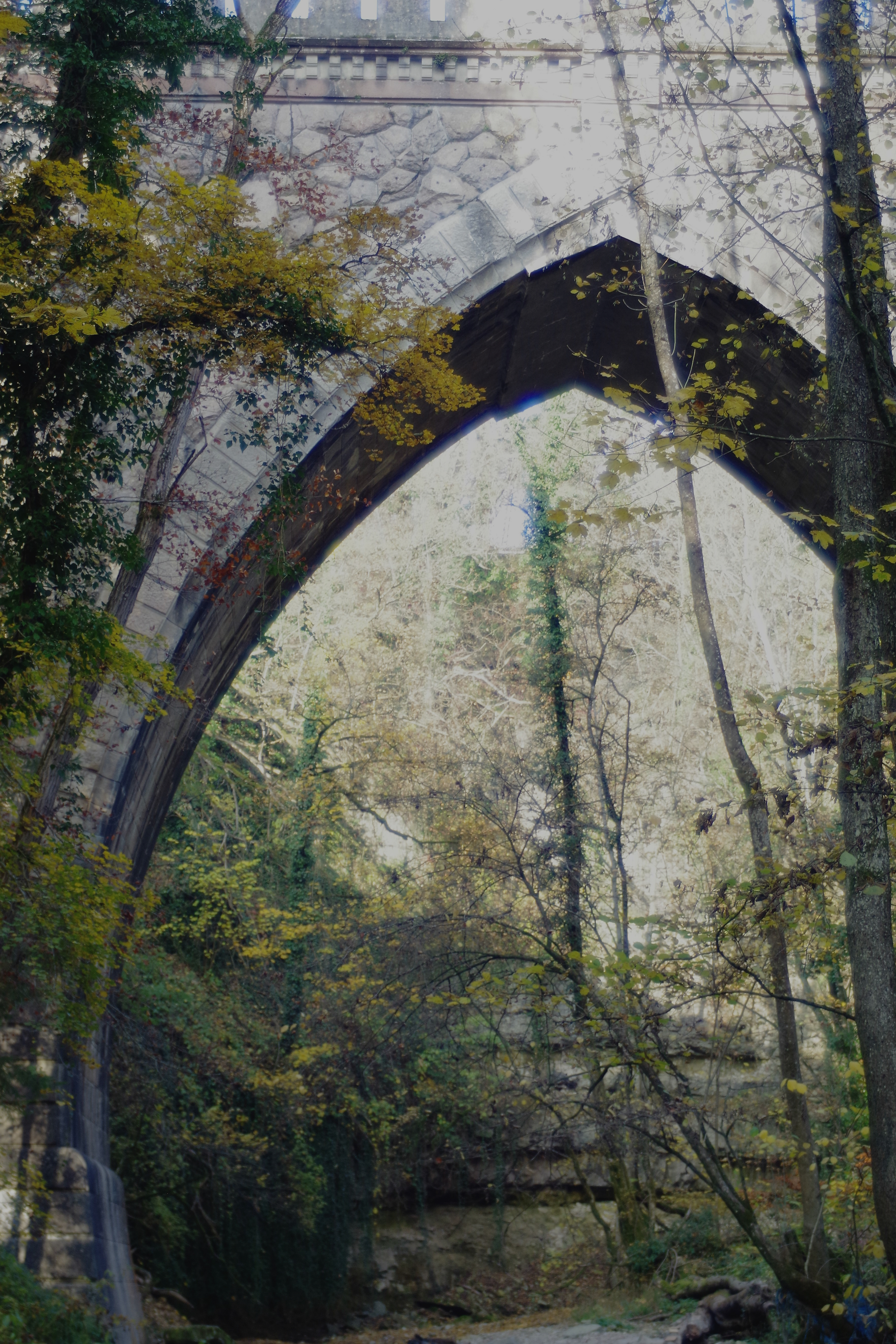
Viadukt über die Steina bei Tiengen
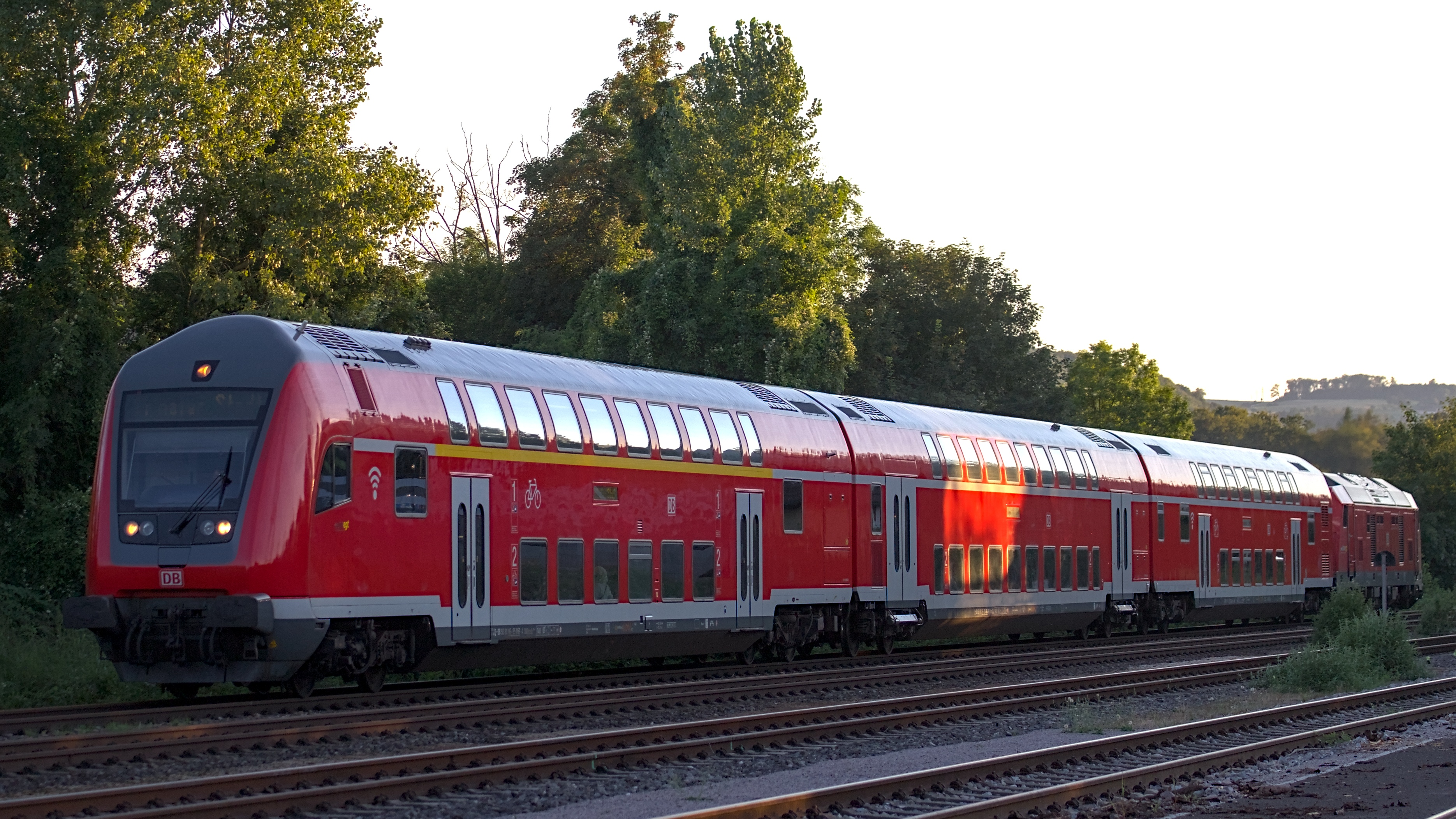
Doppelstockwagen mit  BR 245 bei Laufenburg (Baden)
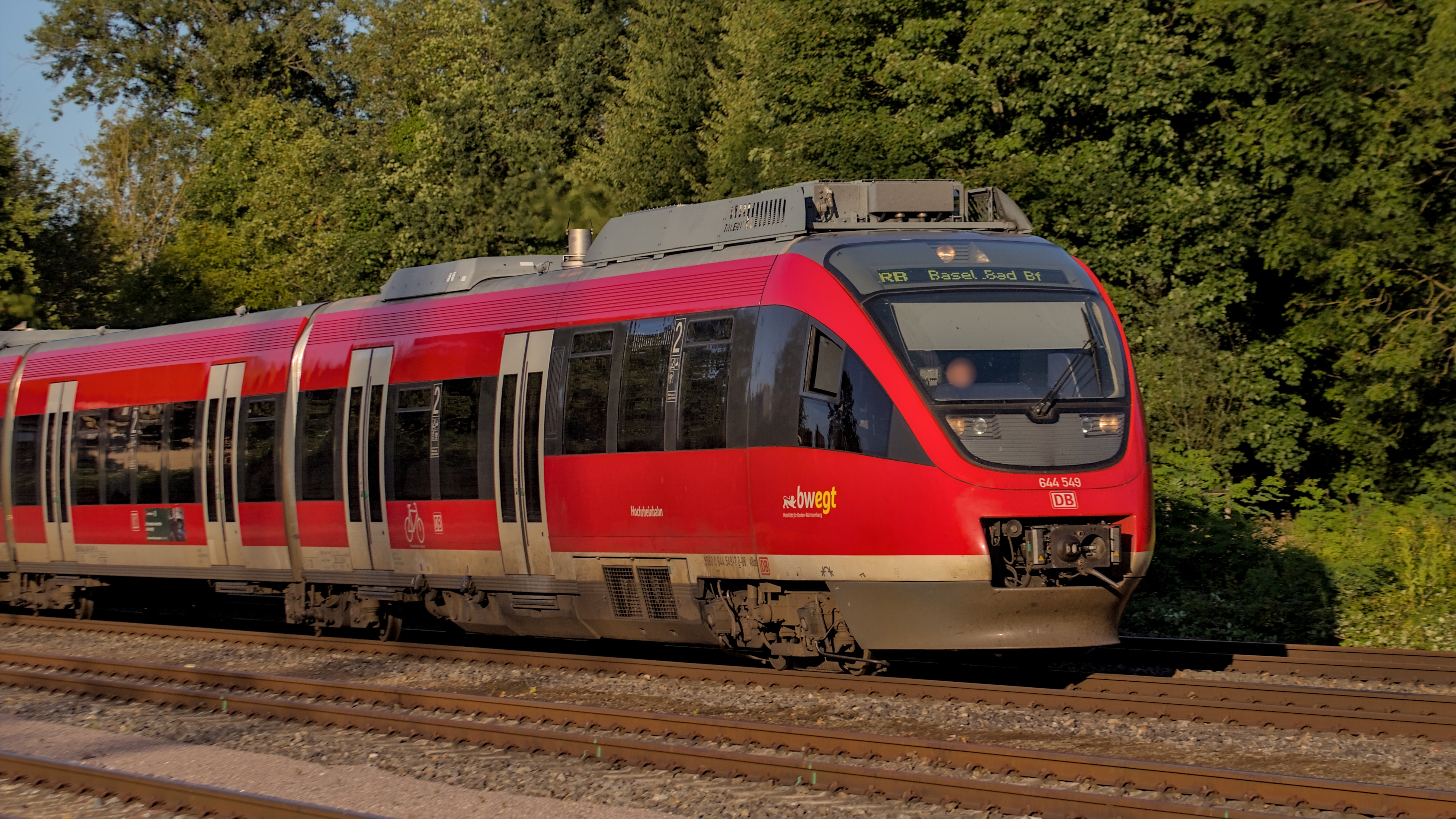
Bombardier Talent bei Laufenburg (Baden)
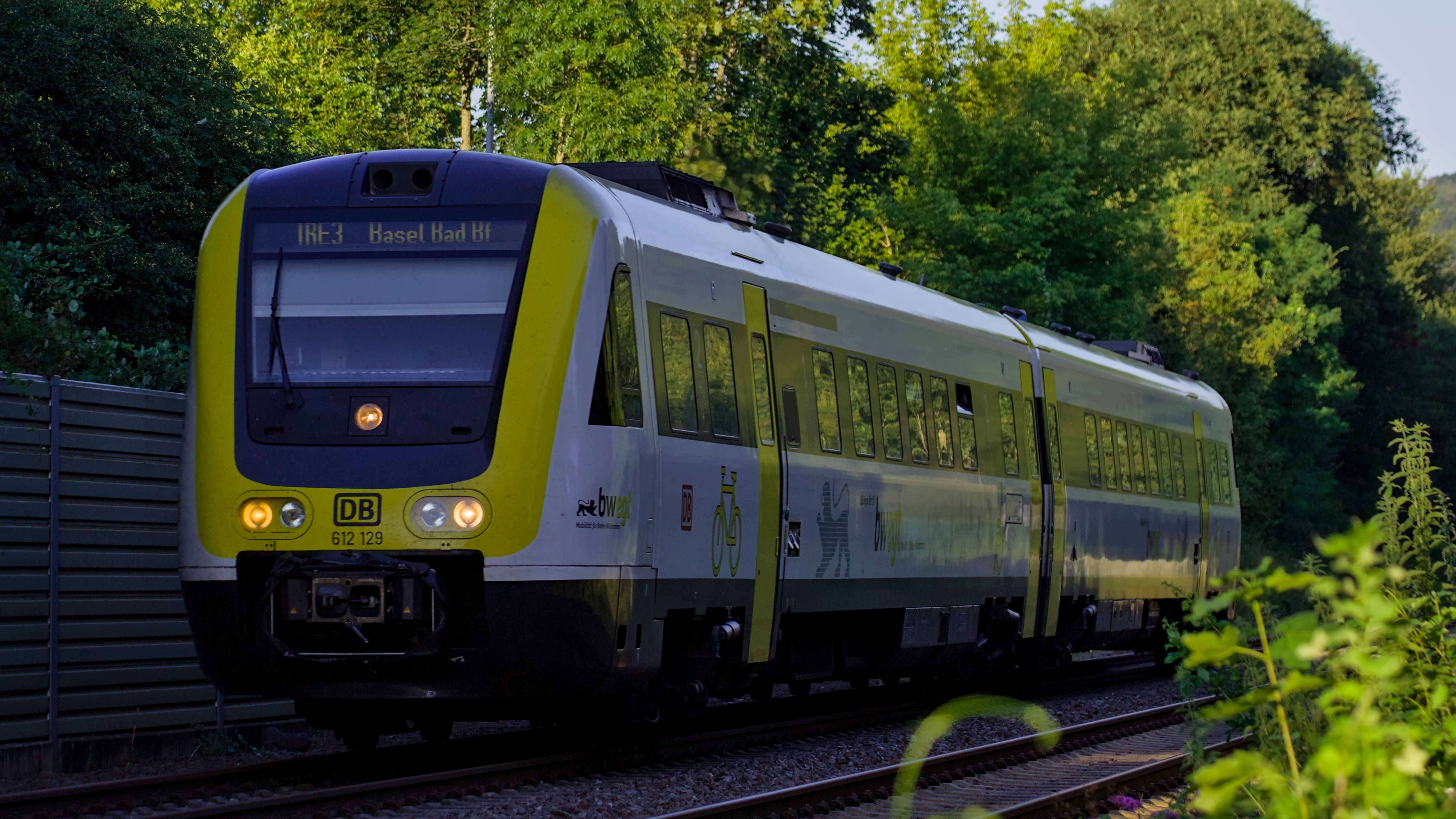
DB-Baureihe 612 (1998) bei Murg
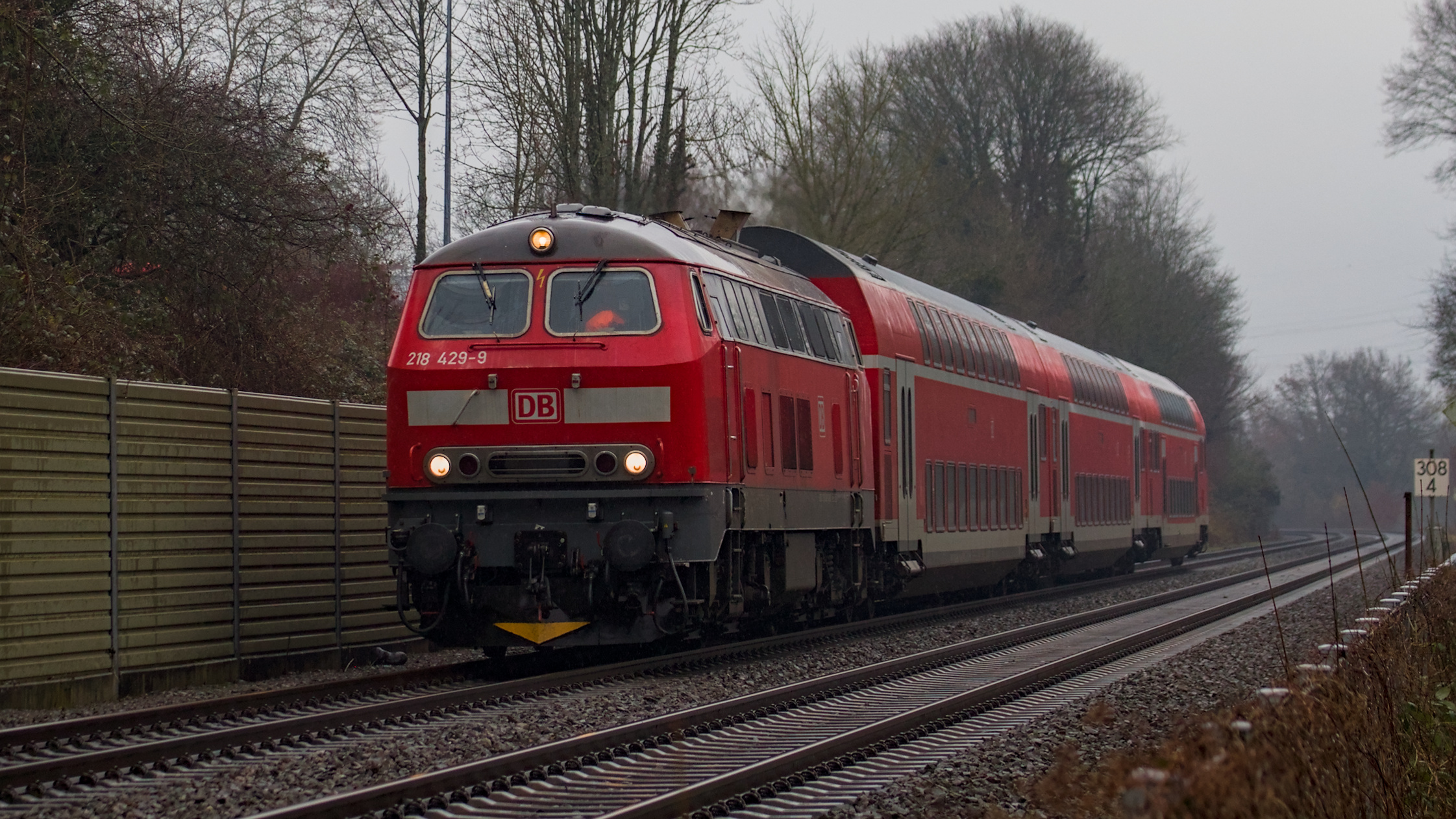
BR 218 mit Doppelstockwagen bei Murg
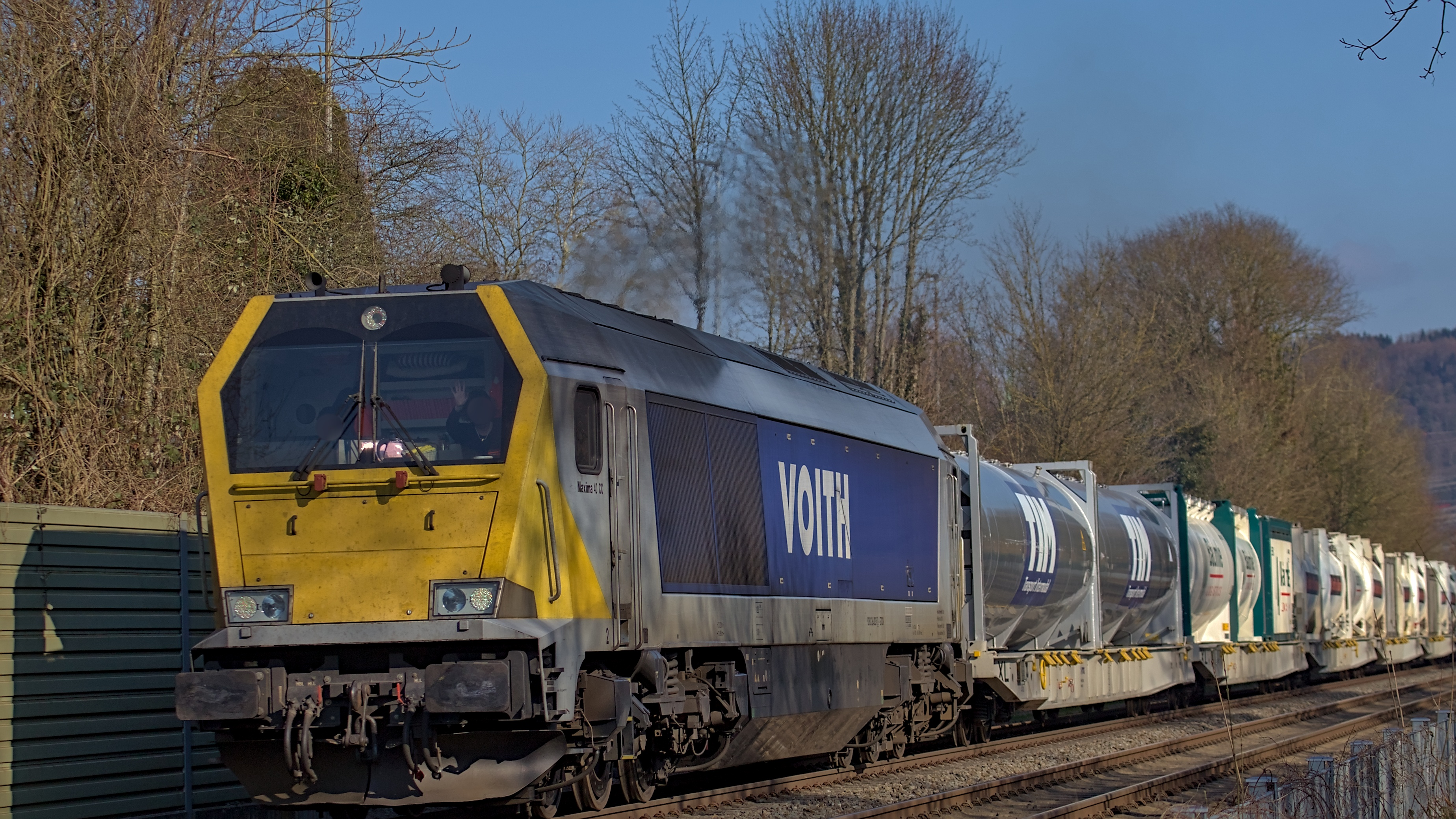
Voith Maxima bei Murg
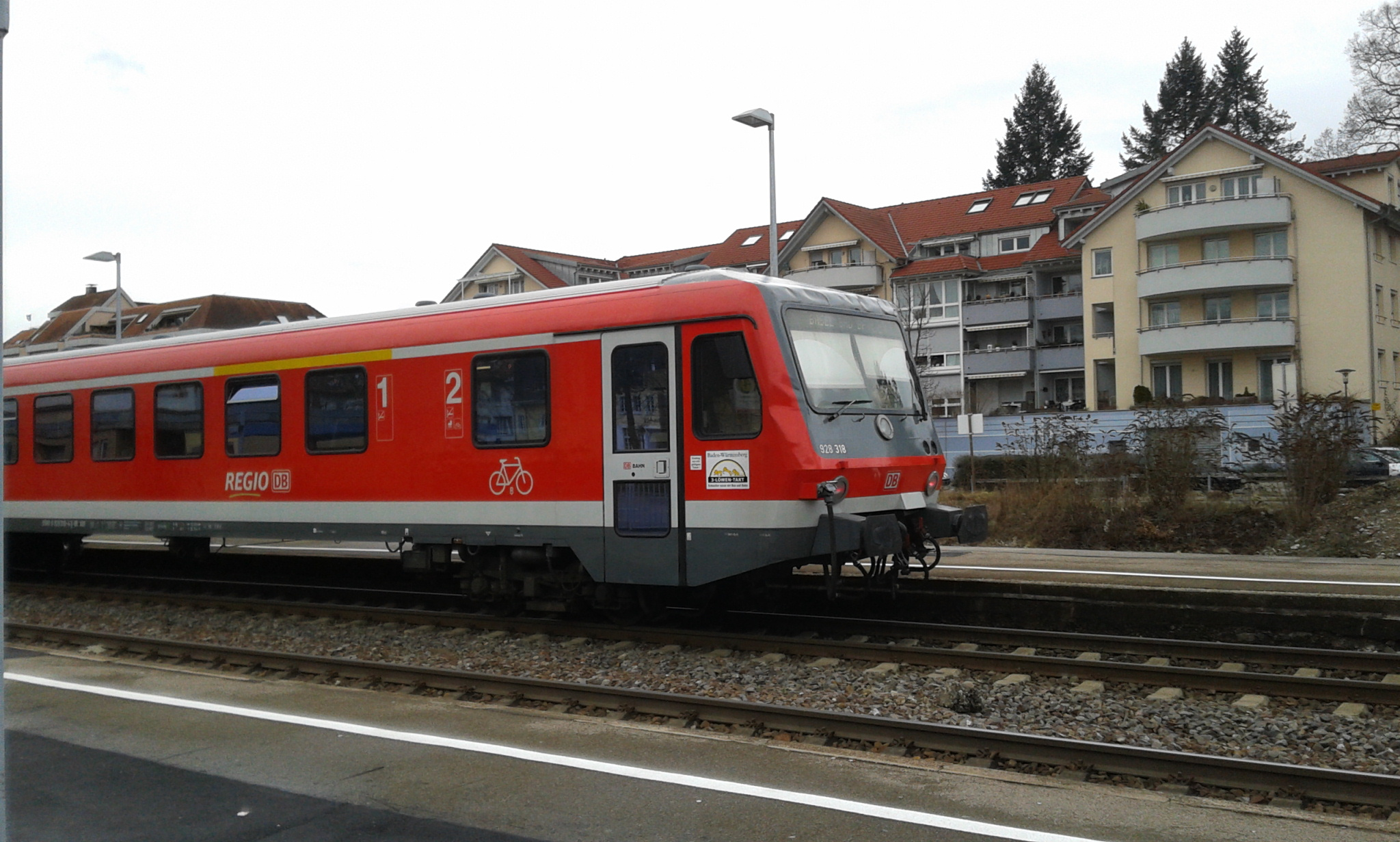
Ehemals aktive DB-Baureihe 628 im Bahnhof Bad Säckingen Anfang 2013
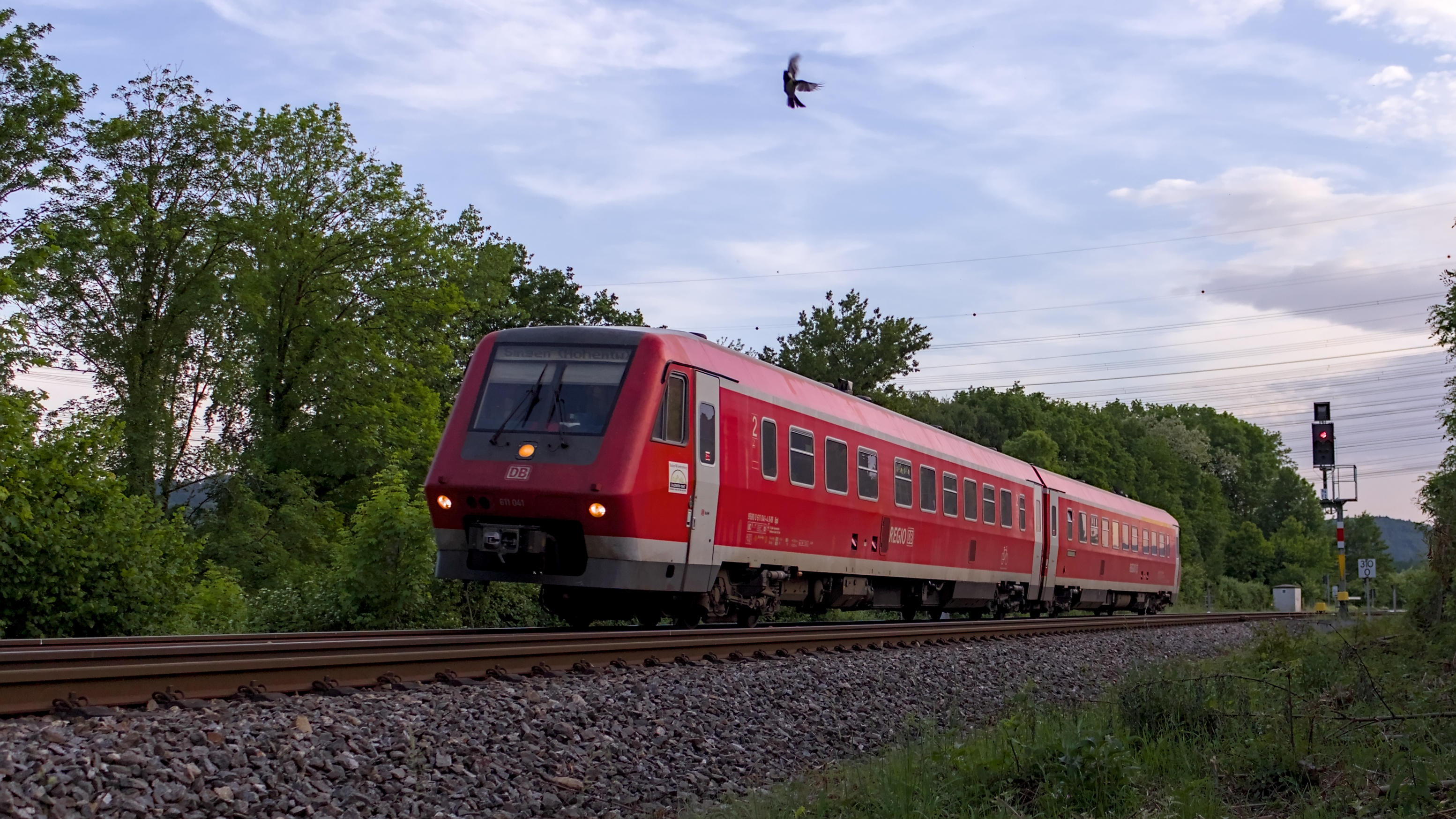
Ehemals aktive DB-Baureihe 611 bei Laufenburg (Baden) Mitte 2014
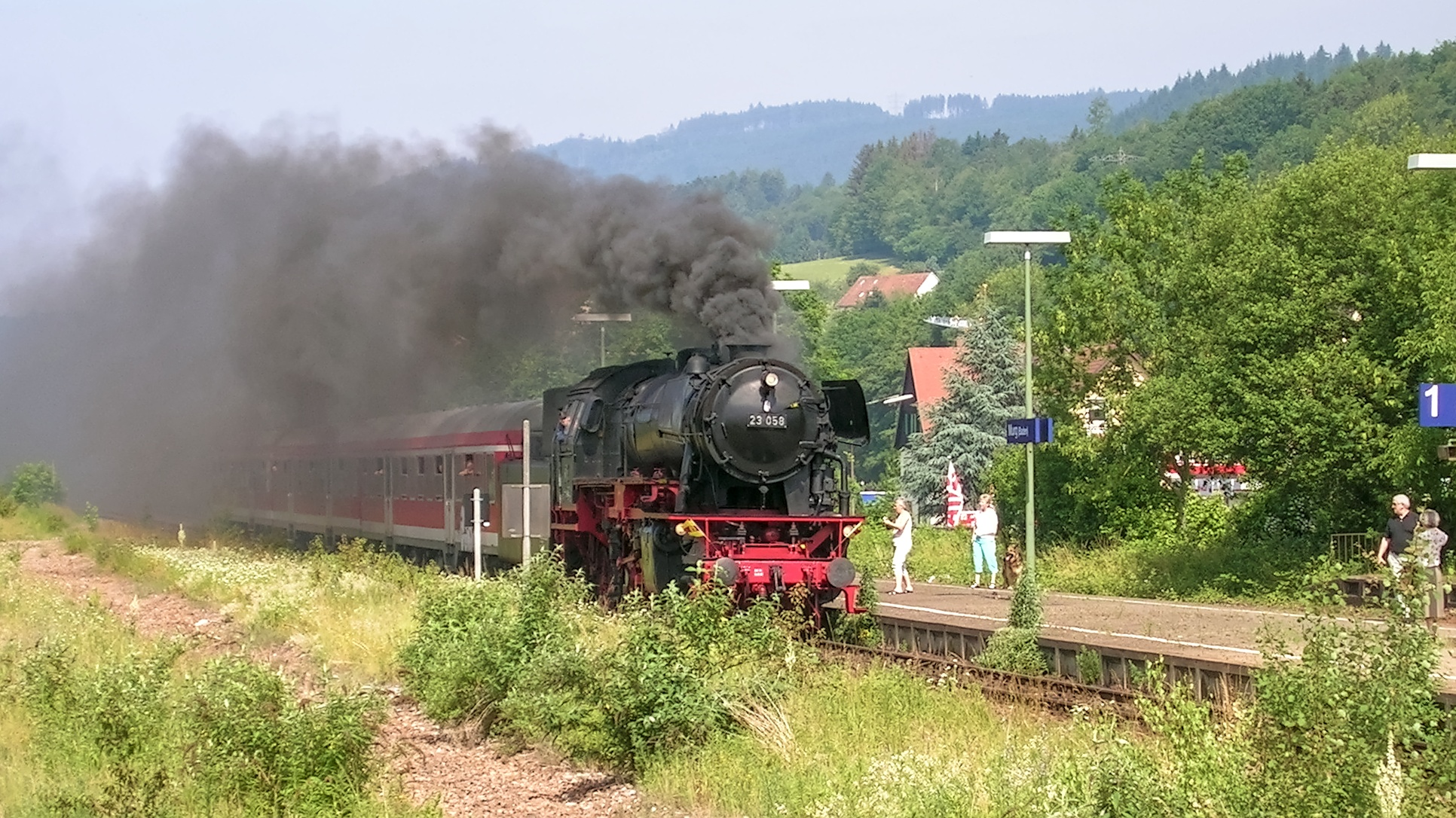
Museumsfahrt der DB-Baureihe 23 in Murg (Hochrhein) 2006